# Boko (république du Congo)
Pour les articles homonymes, voir Boko.
Boko est une petite ville rurale créée en 1875 au sud de la république du Congo, située à proximité de la frontière avec la république démocratique du Congo. C'est le chef-lieu du district de Boko.